# Reprezentacja Hiszpanii w skokach narciarskich
Reprezentacja Hiszpanii w skokach narciarskich – grupa skoczków narciarskich wybrana przez Hiszpański Związek Sportów Zimowych do reprezentowania Hiszpanii w międzynarodowych zawodach. Reprezentacja istniała do roku 1996.

## Historia
Raz w historii zdarzyło się, że reprezentant Hiszpanii zdobył indywidualne punkty Pucharu Świata w skokach narciarskich. Było to, gdy Bernat Solà 24 stycznia 1987 na skoczni w Sapporo zajął 14. lokatę. 16 lutego 1990 na skoczni w Predazzo zajął on 19. miejsce, jednak według ówczesnych zasad punktacji nie zdobył pucharowych punktów.
Bernat Solà występował w Pucharze Świata w latach 1983–1990. Startował także (bez sukcesów) na igrzyskach olimpijskich w 1984 i 1988, na mistrzostwach świata w 1985, 1987 i 1989 oraz na mistrzostwach świata w lotach w 1990. Inni hiszpańscy skoczkowie występujący w PŚ to:
- Francisco Alegre (1992)
- Tomás Cano (1979–1983, ponadto w sezonie 1978/1979 wystąpił w Turnieju Czterech Skoczni, a w 1982 na MŚ)
- Ángel Janiquet (1979–1984, ponadto w 1984 wystąpił na IO)
- Jesús Lobo (1986–1990)
- Juan Meno (1981–1983, ponadto w 1982 wystąpił na MŚ)
- José Rivera (1981–1986, ponadto w 1984 wystąpił na IO, a w 1982 i 1985 na MŚ)
- Rojelio Sastre (1985)

Na igrzyskach olimpijskich w 1984 na skoczni normalnej José Rivera był 54., Bernat Solà 56., a Ángel Janiquet 58. Na skoczni dużej José Rivera był 48., a Bernat Solà 50. Na IO w 1988 Bernat Solà był 57. na skoczni normalnej i 51. na dużej.
W latach 1979–1992 w hiszpańskiej La Molinie rozgrywano zawody o Puchar Króla, od 1982 zaliczane do klasyfikacji Pucharu Europy (dwukrotnie zostały one odwołane). W 1984 zwyciężył w nich Bernat Solà, dwukrotnie zajął też 2. miejsce (w 1986 i 1989). W 1981 2. był Tomás Cano, a 3. Ángel Janiquet.
Ostatni występ reprezentanta Hiszpanii w PŚ miał miejsce 20 grudnia 1992 w Sapporo, kiedy Francisco Alegre zajął 59. miejsce. W sezonie 1995/1996 po raz ostatni Hiszpanie startowali w Pucharze Kontynentalnym (Artur Samará i David Caballero). Następnie uprawianie skoków w Hiszpanii zanikło.

## Trenerzy
- Ivo Černilec (połowa lat 70. XX wieku–?)
- Francis Perret (?–?)
- Willi Pürstl (1981–1985)
- Josef Samek (?–?)
- Vasja Bajc (1990–1994)
- Luis Fajardo (1994–1996)